# GP Briek Schotte
De GP Briek Schotte is een jaarlijkse wielerwedstrijd in het West-Vlaamse Desselgem die sinds 1941 georganiseerd wordt. Plaatselijk wordt ook gesproken van Desselgem Koerse.
In de jaren 1942 en 1947 werden er twee edities verreden, een in juli en een in september. De wedstrijd wordt tegenwoordig georganiseerd ter nagedachtenis van de in 2004 overleden flandrien Briek Schotte.

## Lijst van winnaars

### Meervoudige winnaars
| Overwinningen | Renner                   | Land      | Jaren                  |
| ------------- | ------------------------ | --------- | ---------------------- |
| 4             | Gilbert Desmet I         | België    | 1955, 1959, 1960, 1963 |
| 3             | Briek Schotte            | België    | 1941, 1942¹, 1942²     |
| 2             | Emile Severeyns          | België    | 1953, 1957             |
| 2             | Paul Borremans           | België    | 1954, 1958             |
| 2             | Rik Van Looy             | België    | 1967, 1969             |
| 2             | Willem Peeters           | België    | 1976, 1978             |
| 2             | Johan Museeuw            | België    | 1988, 1999             |
| 2             | Wilfried Cretskens       | België    | 2003, 2004             |
| 2             | Guillaume Van Keirsbulck | België    | 2011, 2012             |
| 2             | Brian van Goethem        | Nederland | 2015, 2016             |

### Overwinningen per land
| Overwinningen | Land                        |
| ------------- | --------------------------- |
| 70            | België                      |
| 7             | Nederland                   |
| 1             | Italië, Verenigd Koninkrijk |